# 45-и източен меридиан
45-ият източен меридиан или 45° източна дължина e меридиан, който се разпростира от Северния полюс на север, през Северния ледовит океан, Европа, Азия, Африка, Индийския океан, Антарктическия океан и Антарктида, до Южния полюс на юг.
Сформира голяма окръжност със 135-и западен меридиан.
Преминава през Северния полюс, Северния ледовит океан, Русия, Грузия, Армения, Азербейджан, Иран, Ирак, Саудитска Арабия, Йемен, Сомалия, Етиопия, Индийския океан, Мадагаскар, Антарктическия океан и Антарктида.